# Gate array

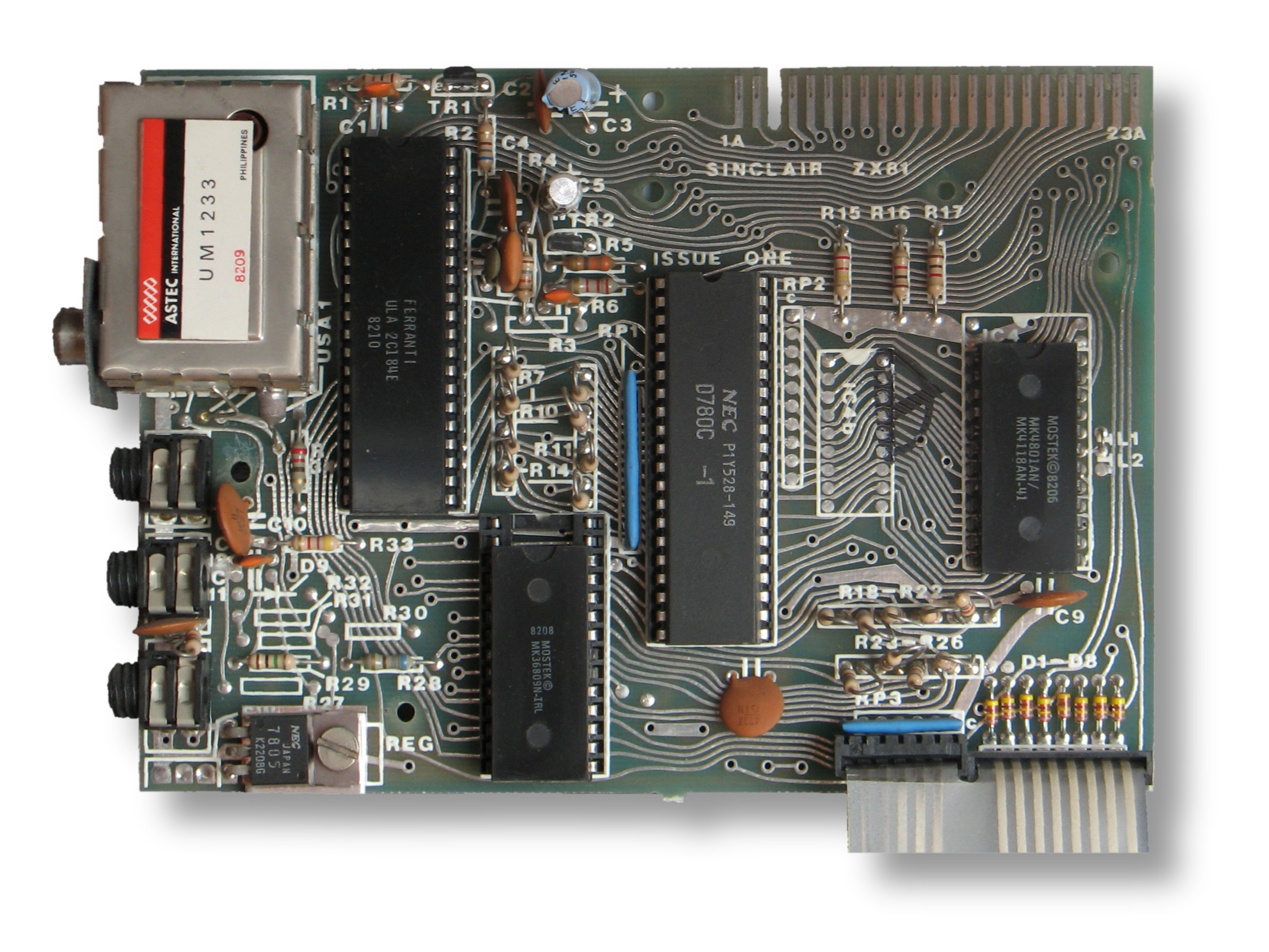
Il chip ULA montato sul Sinclair ZX81 (è il chip a sinistra), realizzato da Ferranti.

Un gate array, o uncommitted logic array (in acronimo ULA), nell'elettronica digitale è un tipo di circuito integrato per applicazioni specifiche (application-specific integrated circuit o ASIC). Un circuito gate array è un chip prefabbricato ma incapace di svolgere qualunque funzione perché completato solo parzialmente: in esso i transistor, le porte logiche NAND o NOR, ed altri dispositivi attivi sono installati in posizioni predefinite su un wafer di silicio, detto generalmente "master slice" ma non connessi fra loro. La creazione di un circuito con una specifica funzione richiede l'aggiunta al chip di uno o più strati di interconnessioni metalliche sul master slice in modo da unire i suddetti dispositivi attivi per ottenere così il chip finale, personalizzato secondo le esigenze. Questi strati sono analoghi a quelli di rame di un circuito stampato.
I master slice dei gate array sono spesso prefabbricati e immagazzinati in grossi quantitativi così che la produzione secondo la personalizzazione per un determinato cliente può avvenire velocemente, in un tempo inferiore rispetto alla realizzazione di un integrato progettato interamente da zero. L'uso dei gate array riduce i costi dati dalle maschere fotografiche dato che ne devono essere prodotte relativamente poche. Essi riducono anche i costi relativi ai test dato che tutti i gate array con la stessa dimensione della die possono essere verificati con gli stessi strumenti.
I gate array sono stati i predecessori dei più evoluti ASIC strutturati: questi ultimi, a differenza dei primi, tendono ad includere memorie e/o blocchi analogici predefiniti o configurabili. Gli ASIC strutturati sono ancora prodotti da aziende quali Toshiba. I gate array sono offerti in diverse serie, che variano tra di loro per il numero di porte logiche, di piedini di I/O e di connessioni, per andare incontro alle diverse esigenze di realizzazione dei singoli chip personalizzati.
Sinclair Research adottò un ULA nel suo computer ZX81 per ridurre il numero degli integrati del precedente modello, lo ZX80, inserendo in un unico chip le funzioni di molti altri. Un ULA fu poi usato anche nello ZX Spectrum. Un chip clone, il T34, fu usato nei computer Didaktik M, cloni dello ZX Spectrum. Acorn Computers usò diversi ULA nel suo computer BBC Micro, arrivando a integrare le funzioni di quasi tutti quei chip in un unico ULA quando produsse l'Acorn Electron. Molti altri produttori del tempo usarono dei chip ULA. Ferranti, una delle società britanniche pioniere nella tecnologia gate array, abbandonò in seguito tale mercato. Successivamente i PC IBM conquistarono gran parte del mercato dei personal computer e le vendite in grossi quantitativi resero i chip completamente personalizzabili più economici.
I successori dei gate array sono gli FPGA (field programmable gate array), i CPLD (complex programmable logic device) e gli ASIC. Rispetto agli ULA, che necessitano di lavorare il wafer per costruire le interconnessioni, gli FPGA ed i CPLD hanno interconnessioni programmabili.